# Forum des 100
 (mars 2020).

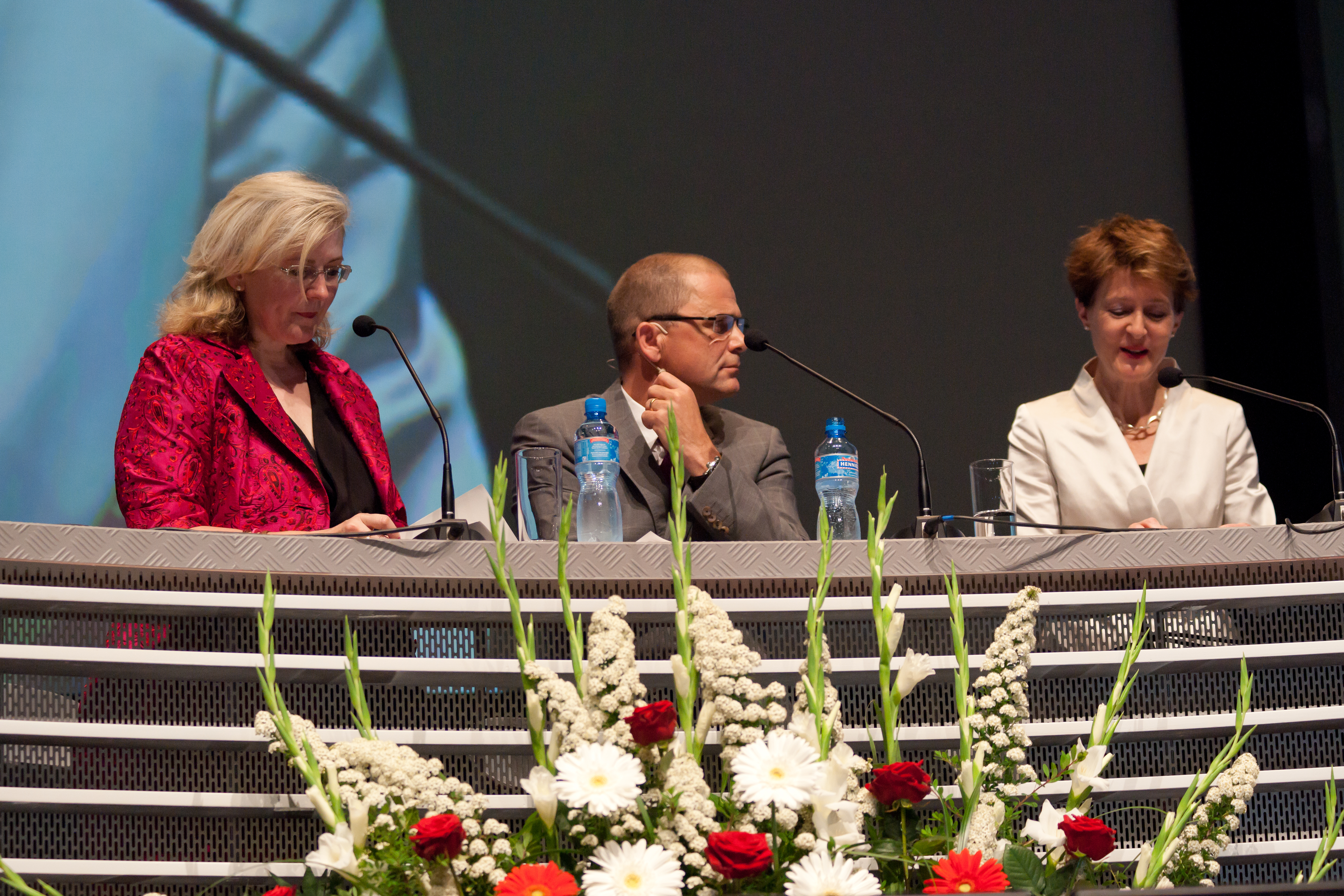
Chantal Tauxe, Alain Jeannet et Simonetta Sommaruga lors de la conférence du forum de 2012.

Le Forum des 100, ou Forum des 100 personnalités qui font la Suisse romande de son nom complet, est une plateforme de dialogue visant à favoriser le débat sur les questions essentielles à l'avenir de la Suisse, et plus particulièrement de la région romande, ainsi que des pays voisins. Pour y parvenir, le Forum réunit des personnalités de tous horizons, persuadé que le succès vient de la confrontation d'opinions diverses mais aussi de prises de conscience communes. Il doit son nom à la liste annuelle de « 100 personnalités qui font la Suisse romande » publiée par le magazine hebdomadaire L'Hebdo dans un numéro spécial.
Créé en 2005, le Forum des 100 est repris par le quotidien Le Temps en 2017.

## Conférence annuelle
Le forum organise une conférence annuelle sur l'avenir de la Suisse en général et de la Suisse romande en particulier. La première conférence a été organisée au CERN de Genève le 9 juin 2005. Depuis, la conférence se tient chaque année à l'Université de Lausanne sur un thème différent :
- 2005 : « Éducation, mobilité et urbanisme »
- 2006 : « Emploi »
- 2007 : « Environnement et politique étrangère »
- 2008 : « Créativité et compétitivité : atouts et défis de la Suisse romande »
- 2009 : « La Suisse romande en questions »
- 2010 : « Leçons de la crise, défis d'avenir »
- 2011 : « Regarder le monde, comprendre la Suisse »
- 2012 : « Points de bascule »
- 2013 : « Mondes complexes »
- 2014 : « Les dix prochaines années »
- 2015 : « Quels modèles pour demain »
- 2016 : « Un monde de nouvelles frontières »
- 2017 : « La santé dans tous ses états »
- 2018 : « Réinventer la mobilité »
- 2019 : « Transition écologique : le temps de l'action »
- 2020 : « Les Suisses face à l'intelligence artificielle »
- 2021 : « Les villes au cœur du changement »
- 2022 : « La Suisse et le monde »
- 2023 : « La Suisse de demain »
- 2024 : « A quoi sert la Suisse Romande? »

D'autres événements ponctuels de moindre importance sont également organisés.

## Sources
1. ↑  « Qu'est-ce que le Forum des 100? », sur forumdes100.com (version du 25 avril 2013 sur Internet Archive).
2. ↑  « 100 personnalités qui feront la Suisse romande, édition 2016 », sur forumdes100.ch, L'Hebdo, 19 mai 2016 (version du 20 décembre 2016 sur Internet Archive).
3. ↑  « 100 personnalités qui feront la Suisse romande, édition 2015 », sur forumdes100.com, L'Hebdo, 7 mai 2015 (version du 29 septembre 2015 sur Internet Archive).
4. ↑  « 100 personnalités qui font la Suisse romande, édition 2013 », sur forumdes100.com, L'Hebdo, 23 mai 2013 (version du 26 novembre 2013 sur Internet Archive).
5. ↑  « Cent personnalités qui font la Suisse romande, édition 2012 », sur forumdes100.com, L'Hebdo, 24 mai 2012 (version du 30 avril 2013 sur Internet Archive).